# Engin Öztürk (Schauspieler)
Ahmet Engin Öztürk (* 28. September 1986 in Eskişehir) ist ein türkischer Schauspieler.

## Leben und Karriere
Öztürk wurde am 28. September 1986 in Eskişehir geboren. Seine Familie väterlicherseits stammt aus Bulgarien und seine Familie mütterlicherseits kommt aus Thessaloniki. Er studierte an der Hacettepe-Universität.
Sein Debüt gab er 2010 in der Fernsehserie Fatmagül'ün Suçu Ne?. Anschließend spielte Öztürk 2012 in  Behzat Ç. Bir Ankara Polisiyesi mit. Von 2013 bis 2014 wurde er für die Serie Muhteşem Yüzyıl gecastet. Unter anderem war er 2015 in Hatırla Gönül zu sehen. 2018 bekam er in Diriliş: Ertuğrul die Hauptrolle. Seine nächste Hauptrolle bekam Öztürk 2019 in The Protector. Zwischen 2022 und 2023 trat er in der Serie Sıfırıncı Gün auf.

## Filmografie
Filme
- 2013: Çanakkale Yolun Sonu
- 2020: Biz Böyleyiz

Serien
- 2010–2012: Fatmagül'ün Suçu Ne?
- 2012–2013: Behzat Ç. Bir Ankara Polisiyesi
- 2013–2014: Muhteşem Yüzyıl
- 2014–2015: Hayat Yolunda
- 2015: Hatırla Gönül
- 2016: Yüksek Sosyete
- 2018: Diriliş: Ertuğrul
- 2019: Yüzleşme
- 2019–2020: The Protector
- 2020–2021: Doğduğun Ev Kaderindir
- 2021: 50M2
- 2022: Annenin Sırrıdır Çocuk
- 2022–2023: Sıfırıncı Gün
- 2024: Sandık Kokusu